# The Winery Dogs
The Winery Dogs — американський хард-рок супергурт, створений у 2012 році Майком Портним (Mike Portnoy), Біллі Шіеном (Billy Sheehan) і Річі Котценом (Richie Kotzen).

## Історія
Під час виступу на That Metal Show у 2011 році гітарист/вокаліст Джон Сайкс (John Sykes) розповів, що створює нову групу з барабанщиком Майком Портним.
Однак у 2012 році ведучий ток-шоу Едді Транк (Eddie Trunk) розповів, що проект під умовною назвою «Bad Apple» більше не просувається. Басиста Біллі Шіена також залучили до гурту «Bad Apple», але зрештою індивідуальні графіки всіх учасників не збігалися. За словами Транка, Сайкс був «не в тому ж графіку», що й інші. Пізніше Сайкса змінив Річі Котцен, а гурт став називатися The Winery Dogs.
Портной, Шіен, Котцен зібралися в студії Річі Котцена в Лос-Анджелесі, і наприкінці джем-репетиції у них було кілька скелетів пісень, які згодом увійшли до дебютного однойменного альбому гурту The Winery Dogs. Згодом гурт випустив концертний DVD під назвою Unleashed in Japan 2013: The Winery Dogs.
До проекту Winery Dogs усі троє учасників мали успішну кар’єру в інших гуртах. Річі Коцен відомий як колишній учасник гуртів Poison і Mr. Big, а також має успішну сольну кар’єру і випустив багато сольних альбомів. Біллі Шіен відомий тим, що грав зі Стівом Ваєм (Steve Vai), Девідом Лі Ротом (David Lee Roth), Talas, Mr. Big. Майк Портной відомий як перший барабанщик гуртів Dream Theater, Flying Colors, Transatlantic, Neal Morse Band, Sons of Apollo, Adrenaline Mob.
Відповідаючи на запитання, які виконавці вплинули на стиль гурту, Майк Портной зазначив, що вони працюють над класичним рок-звучанням під впливом Led Zeppelin, Cream, Jimi Hendrix, Grand Funk Railroad, а також нових виконавців, таких як Soundgarden, Alice in Chains, the Black Crowes, Ленні Кравіц (Lenny Kravitz).
Однойменний дебютний альбом гурту був випущений в Японії 5 травня 2013 року через дочірню компанію JVCKenwood Victor Entertainment, а світовий реліз відбувся 23 липня 2013 року через Loud & Proud Records. Альбом спродюсував Джей Растон (Jay Ruston). Він містить 13 пісень. У японському виданні пісню "Time Machine" замінили піснею "Criminal".
У червні 2015 року група зібралася в студії в Лос-Анджелесі, щоб записати свій другий альбом. У липневому інтерв’ю Портной сказав, що зведення альбому почнеться в цьому місяці, і він повинен бути випущений до початку жовтневого туру. Альбом під назвою Hot Streak вийшов 2 жовтня 2015 року.
Влітку The Winery Dogs брали участь у Music Masters Camps. Щороку Full Moon Resort, затишна ділянка землі в Біг-Індіані, штат Нью-Йорк, приймає серію Music Masters Camps (фестиваль майстер-класів музикантів). Music Masters Camps пропонує учасникам можливість отримати практичний досвід від безлічі великих музикантів, зустрітися та пограти з музикантами-однодумцями, а також поспілкуватися. На Music Masters Camps проводяться майстер-класи, де обговорюється різне, починаючи від техніки гри на музичних інструментах та вокалу, і закінчуючи написанням пісень.
У квітні 2017 року Котцен оголосив, що Winery Dogs взяли перерву. Котцен зазначив, що вони все ще друзі і, ймовірно, у майбутньому ще будуть виходити нові релізи.
5 грудня 2018 року Майк Портной оголосив, що у травні 2019 року The Winery Dogs вирушать у місячне турне по США.
У листопаді 2022 року гурт оголосив про вихід свого третього альбому з назвою III, 3 лютого 2023 року.

## Учасники гурту
- Майк Портной — ударні, бек-вокал (2012—теперішній час)
- Біллі Шіен — бас-гітара, бек-вокал (2012—теперішній час)
- Річі Коцен — гітари, клавішні, фортепіано, головний вокал (2012—теперішній час)

|  |  |  |
|  |  |  |

## Дискографія

### Студійні альбоми
| Рік  | Назва | US | CAN | FIN | JPN | Додаток. Позиції в чартах північної Америки |
| ---- | --- | -- | --- | --- | --- | --- |
| 2013 | The Winery Dogs - Дата виходу: 5 травня (Японія) 23 липня (у всьому світі) - Лейбл: Loud & Proud - Формат: цифрове завантаження, CD, LP | 27 | 115 | 38  | 18  | - № 3 – Найкращі альтернативні альбоми - №4 – Топ незалежних альбомів - №4 – Творці смаку - №5 – Найкращі рок-альбоми - №8 – Найкращі альбоми в Інтернеті - № 30 – найкращі інтернет-альбоми Канади |
| 2015 | Hot Streak - Дата виходу: 23 вересня (Японія) 2 жовтня (у всьому світі) - Лейбл: Loud & Proud - Формат: цифрове завантаження, CD, LP    | 30 | —   | —   | 30  | |
| 2023 | III - Дата виходу: 3 лютого 2023 р - Лейбл: Three Dog Music - Формат: цифрове завантаження, CD                                          | —  | —   | —   | 40  | |

### Міні-альбом
- Dog Years (2017)

### Живі альбоми
- Unleashed in Japan 2013 (2013)
- Dog Years: Live in Santiago & Beyond 2013-2016 (2017)